# Handbook of the Birds of the World
Handbook of the Birds of the World (w skrócie HBW) – wielotomowa seria opracowań książkowych opublikowanych przez hiszpańskie wydawnictwo Lynx Edicions. Jest to pierwszy podręcznik opisujący wszystkie znane gatunki ptaków. Seria jest redagowana przez Josepa del Hoyo, Andrew Elliota, Jordiego Sargatala i Davida Christie.
Opublikowanych zostało 16 tomów oraz suplement „Special Volume: New Species and Global Index”. Kolejne woluminy były wydawane w odstępach rocznych, a seria została skompletowana wraz z wydaniem 16 tomu w 2011 roku. Po opublikowaniu tomu 16, ptaki, jako pierwsza gromada zwierząt zostały w tak szczegółowy sposób przedstawione w jednym wydaniu książkowym. Suplement wydany w 2013 roku zawiera opis 84 gatunków nowo odkrytych lub opisanych na nowo.
Materiał w każdym woluminie został pogrupowany w pierwszej kolejności według rodzin ptaków. Każdy gatunek jest prezentowany według ustalonego schematu, tj. systematyka, podgatunki, występowanie geograficzne, ogólny opis, zajmowane siedliska, preferowany pokarm, migracje, metody ochrony gatunku oraz bibliografia. Ponadto, wszystkie tomy z wyjątkiem pierwszego i drugiego, zawierają szczegółowy opis konkretnego ornitologicznego tematu. Dotychczas w tym projekcie wzięło udział ponad 200 wybitnych specjalistów z dziedziny ornitologii i 35 ilustratorów z ponad 40 krajów, a także 834 fotografów z całego świata.
Pierwszy tom ukazał się w 1992 roku. Seria otrzymała wiele międzynarodowych nagród. Pierwszy tom został wybrany książką roku z dziedziny ornitologii przez magazyny „Birdwatch” i „British Birds”. Natomiast piąty tom został uznany za najlepszy tytuł naukowy przez „Choice Magazine” i Stowarzyszenie Bibliotek Amerykańskich. Siódmy tom, został wyróżniony przez magazyny „Birdwatch” i „British Birds” w 2002 roku, jako książka roku o ptakach. Identyczne wyróżnienie przyznano także tomowi 8 rok później – w 2003 roku.
Rozmiary poszczególnych tomów to 32 na 25 cm o wadze od 4,0 do 4,6 kg.
Uzupełnieniem Handbook of the Birds of the World i ostatecznym celem jest upowszechnianie wiedzy o świecie ptaków. W 2002 roku Lynx Edicions rozpoczął projekt Internet Bird Collection (IBC). Jest to wolny dostęp do audiowizualnej biblioteki on-line, na której zamieszczone są opisy poszczególnych gatunków, zdjęcia, filmy wideo i zapisy wydawanych przez ptaki dźwięków. IBC zgromadził ponad 300 000 zdjęć reprezentujących ponad 96% gatunków ptaków istniejących na całym świecie, ponad 20 000 nagrań audio oraz ponad 100 000 filmów reprezentujących około 85% gatunków ptaków. Na początku 2020 roku IBC stał się częścią Macaulay Library prowadzonej przez Cornell Lab of Ornithology – placówkę Uniwersytetu Cornella.
Kontynuacją Handbook of the Birds of the World, opracowaną również przez Lynx Edicions, jest seria dotycząca ssaków – Handbook of the Mammals of the World.

## Tomy opublikowane
Lista tomów Handbook of the Birds of the World:

### Tom 1: Ostrich to Ducks
Tom opublikowany w 1992 roku. W przeciwieństwie do następnych tomów nie zawiera opisu wstępnego.
| - Struthionidae (strusie) - Rheidae (nandu) - Casuariidae (kazuary) - Dromaiidae (emu) - Apterygidae (kiwi) - Tinamidae (kusaki) - Spheniscidae (pingwiny) - Gaviidae (nury) - Podicipedidae (perkozy) | - Diomedeidae (albatrosy) - Procellariidae (petrele) - Hydrobatidae (nawałniki) - Pelecanoididae (nurce) - Phaethontidae (faetony) - Pelecanidae (pelikany) - Sulidae (głuptaki) - Phalacrocoracidae (kormorany) - Anhingidae (wężówki) | - Fregatidae (fregaty) - Ardeidae (czaple) - Scopidae (warugi) - Ciconiidae (bociany) - Balaenicipitidae (trzewikodzioby) - Threskiornithidae (ibisy) - Phoenicopteridae (flamingi) - Anhimidae (skrzydłoszpony) - Anatidae (kaczki) |

### Tom 2: New World Vultures to Guineafowl
Tom wydany w 1994 roku.
| - Cathartidae (kondory) - Pandionidae (rybołowy) - Accipitridae (jastrzębie) - Sagittariidae (sekretarze) - Falconidae (sokoły) - Megapodiidae (nogale) | - Cracidae (czubacze) - Meleagrididae (indyki) - Tetraonidae (głuszce) - Odontophoridae (przepióry) - Phasianidae (bażanty) - Numididae (perlice) |

### Tom 3: Hoatzin to Auks
Tom wydany w 1996 roku.
| - Opisthocomidae (hoacyny) - Mesitornithidae (madagaskarniki) - Turnicidae (przepiórniki) - Gruidae (żurawie) - Aramidae (bekaśnice) - Psophiidae (gruchacze) - Rallidae (chruściele) - Heliornithidae (perkołyski) - Rhynochetidae (kagu) - Eurypygidae (słonecznice) | - Cariamidae (kariamy) - Otididae (dropie) - Jacanidae (długoszpony) - Rostratulidae (złotosłonki) - Dromadidae (krabożery) - Haematopodidae (ostrygojady) - Ibidorhynchidae (ibisodzioby) - Recurvirostridae (szczudłonogi) - Burhinidae (kulony) - Glareolidae (żwirowce) | - Charadriidae (sieweczki) - Scolopacidae (bekasy) - Pedionomidae (dropiatki) - Thinocoridae (andówki) - Chionididae (pochwodzioby) - Stercorariidae (wydrzyki) - Laridae (mewy) - Sternidae (rybitwy) - Rhynchopidae (brzytwodzioby) - Alcidae (alki) |

### Tom 4: Sandgrouse to Cuckoos
Tom wydany w 1997 roku.
- Pteroclidae (stepówki)
- Columbidae (gołębie)
- Cacatuidae (kakadu)
- Psittacidae (papugi)
- Musophagidae (turaki)
- Cuculidae (kukułki)

### Tom 5: Barn-Owls to Hummingbirds
Tom wydany w 1999 roku.
| - Tytonidae (płomykówki) - Strigidae (sowy) - Steatornithidae (tłuszczaki) - Aegothelidae (zmierzchniki) - Podargidae (zmroczniki) | - Nyctibiidae (nocoloty) - Caprimulgidae (lelki) - Apodidae (jerzyki) - Hemiprocnidae (czubiki) - Trochilidae (kolibry) |

### Tom 6: Mousebirds to Hornbills
Tom wydany w 2001 roku.
| - Coliidae (czepigi) - Trogonidae (trogony) - Alcedinidae (zimorodki) - Todidae (płaskodziobki) - Momotidae (piłodzioby) - Meropidae (żołny) | - Coraciidae (kraski) - Brachypteraciidae (ziemnokraski) - Leptosomidae (kurole) - Upupidae (dudki) - Phoeniculidae (sierpodudki) - Bucerotidae (dzioborożce) |

### Tom 7: Jacamars to Woodpeckers
Tom wydany w 2002 roku.
- Galbulidae (złotopióry)
- Bucconidae (drzymy)
- Capitonidae (brodacze)
- Ramphastidae (tukany)
- Indicatoridae (miodowody)
- Picidae (dzięcioły)

### Tom 8: Broadbills to Tapaculos
Tom wydany w 2003 roku.
| - Eurylaimidae (szerokodzioby) - Philepittidae (brodawniki) - Pittidae (kurtaczki) - Furnariidae (garncarze) - Dendrocolaptidae (tęgostery) | - Thamnophilidae (chronki) - Formicariidae (mrówkowody) - Conopophagidae (mrówkożery) - Rhinocryptidae (krytonosy) |

### Tom 9: Cotingas to Pipits And Wagtails
Tom wydany w 2004 roku.
| - Cotingidae (bławatniki) - Pipridae (gorzyki) - Tyrannidae (tyranki) - Acanthisittidae (bargliki) - Atrichornithidae (gąszczaki) | - Menuridae (lirogony) - Alaudidae (skowronki) - Hirundinidae (jaskółki) - Motacillidae (pliszki) |

### Tom 10: Cuckoo-shrikes to Thrushes
Tom wydany w 2005 roku.
| - Campephagidae (liszkojady) - Pycnonotidae (bilbile) - Chloropseidae (zieleniki) - Irenidae (turkuśniki) - Aegithinidae (paskowniki) - Ptilogonatidae (jedwabniczki) - Bombycillidae (jemiołuszki) | - Hypocoliidae (persówki) - Dulidae (palmowce) - Cinclidae (pluszcze) - Troglodytidae (strzyżyki) - Mimidae (przedrzeźniacze) - Prunellidae (płochacze) - Turdidae (drozdy) |

### Tom 11: Old World Flycatchers to Old World Warblers
Tom wydany w 2006 roku.
| - Muscicapidae (muchołówki) - Platysteiridae (krępaczki) - Rhipiduridae (wachlarzówki) - Monarchidae (monarki) | - Regulidae (mysikróliki) - Polioptilidae (siwuszki) - Cisticolidae (chwastówki) - Sylviidae (pokrzewki) |

### Tom 12: Picathartes to Tits and Chickadees
Tom wydany w 2007 roku.
| - Picathartidae (sępowronki) - Timaliidae (kurtodrozdy) - Paradoxornithidae (ogoniatki) - Pomatostomidae (stadniaki) - Orthonychidae (ziemnodrozdy) | - Eupetidae (długobiegi) - Pachycephalidae (fletówki) - Petroicidae (skalinki) - Maluridae (chwostki) - Dasyornithidae (kolcopiórki) | - Acanthizidae (buszówki) - Epthianuridae (miodojady) - Neosittidae (kowaliczki) - Climacteridae (korołazy) - Paridae (sikory) |

### Tom 13: Penduline-tits to Shrikes
Tom wydany w 2008 roku.
| - Remizidae (remizy) - Aegithalidae (raniuszki) - Sittidae (kowaliki) - Tichodromadidae (pomurniki) - Certhiidae (pełzacze) - Rhabdornithidae (filipińczyki) | - Nectariniidae (nektarniki) - Melanocharitidae (jagodziaki) - Paramythiidae (jagodniki) - Dicaeidae (kwiatówki) - Pardalotidae (lamparciki) | - Zosteropidae (szlarniki) - Promeropidae (dudkowce) - Meliphagidae (miodojady) - Oriolidae (wilgi) - Laniidae (dzierzby) |

### Tom 14: Bush-shrikes to Old World Sparrows
Tom wydany w 2009 roku.
| - Malaconotidae (dzierzbiki) - Prionopidae (czołoczuby) - Vangidae (wangi) - Dicruridae (dziwogony) - Callaeatidae (koralniki) - Notiomystidae (miodniki) - Grallinidae (graliny) - Corcoracidae (skałowrony) - Artamidae (ostroloty) | - Pityriaseidae (gołogłowy) - Cracticidae (srokacze) - Paradisaeidae (cudowronki) - Ptilonorhynchidae (altanniki) - Corvidae (kruki) - Buphagidae (bąkojady) - Sturnidae (szpaki) - Passeridae (wróble) |

### Tom 15: Weavers to New World Warblers
Tom wydany w 2010 roku.
| - Ploceidae (wikłacze) - Estrildidae (astryldy) - Viduidae (wdówki) - Vireonidae (wireonki) - Fringillidae (łuszczaki) - Drepanididae (sierpodzioby) - Parulidae (lasówki) |

### Tom 16: Cardinals to New World Blackbirds
Tom wydany w 2011 roku.
| - Thraupidae (tangary) - Cardinalidae (kardynały) - Emberizidae (trznadle) - Icteridae (kacyki) |

### Special Volume: New Species and Global Index
Tom wydany 20 czerwca 2013. Zawiera opis 84 nowo opisanych lub nowo odkrytych gatunków.

### HBW and BirdLife International Illustrated Checklist of the Birds of the World: Non passerines
Tom wydany w lipcu 2014 roku. Zawiera zestawienie (rysunki i mapy występowania) wszystkich gatunków ptaków, poza wróblokształtnymi.

### HBW and BirdLife International Illustrated Checklist of the Birds of the World: Passerines
Tom wydany w grudniu 2016 roku. Zawiera zestawienie (rysunki i mapy występowania) wszystkich gatunków wróblokształtnych.

## Identyfikatory ISBN
- ISBN 84-87334-09-1 (t.1)
- ISBN 84-87334-15-6 (t.2)
- ISBN 84-87334-20-2 (t.3)
- ISBN 84-87334-22-9 (t.4)
- ISBN 84-87334-25-3 (t.5)
- ISBN 84-87334-30-X (t.6)
- ISBN 84-87334-37-7 (t.7)
- ISBN 84-87334-50-4 (t.8)
- ISBN 84-87334-69-5 (t.9)
- ISBN 84-87334-72-5 (t.10)
- ISBN 84-96553-06-X (t.11)
- ISBN 978-84-96553-42-2 (t.12)
- ISBN 978-84-96553-45-3 (t.13)
- ISBN 978-84-96553-50-7 (t.14)
- ISBN 978-84-96553-68-2 (t.15)
- ISBN 978-84-96553-78-1 (t.16)